# Leonardo AW101

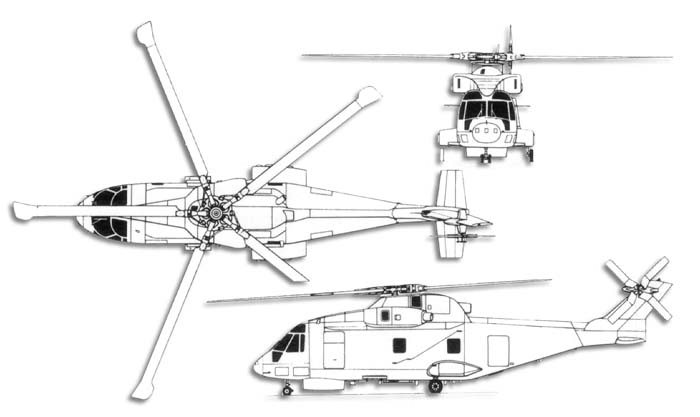

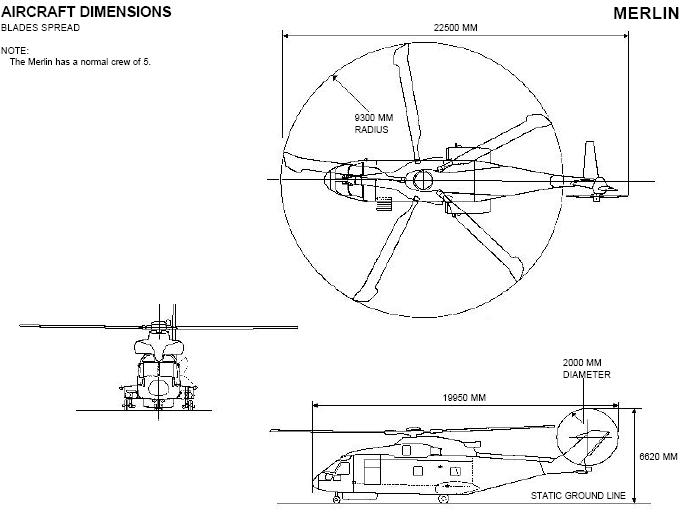

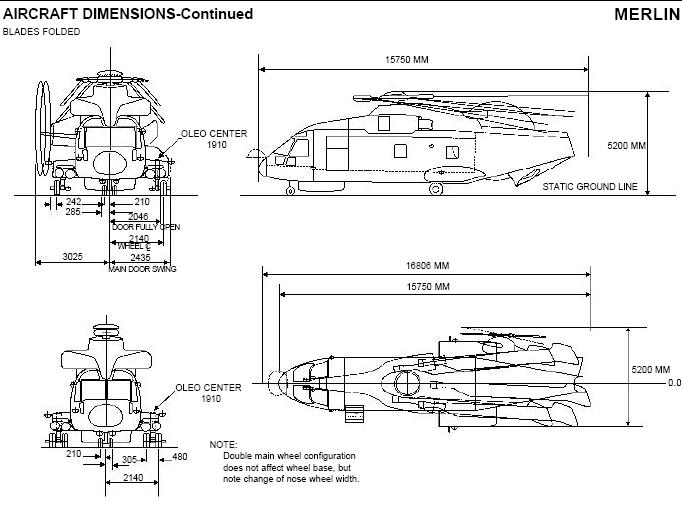

Leonardo AW101, tidigare AgustaWestland AW101 (ursprunglig EH101), är en tung transporthelikopter som används militärt och civilt. Helikoptern var ett samarbetsprojekt mellan Westland Helicopters i Storbritannien samt Agusta i Italien (European Helicopter Industries, senare sammanslagna till AgustaWestland, numera namnändrat till Leonardo S.p.A.).

## Användning i Danmark
Danmarks flygvapen har köpt 14 AW101 för användning som SAR-helikoptrar (Search and Rescue) och TTH-helikoptrar (Taktisk trupptransport) inom 722 skvadron. Helikoptrarna levererades 2006–2009.

## Användning i Norge
Norges flygvapen har köpt 16 AW101 för användning som Search and Rescue- (SAR-)helikoptrar inom 330. skvadron. Den första levererades i november 2017.  Helikoptertypen kallas AW101 SAR Queen i norsk tjänst.

## Liknande helikoptrar
- NHIndustries NH90
- Sikorsky S-92